# Josef Schelb

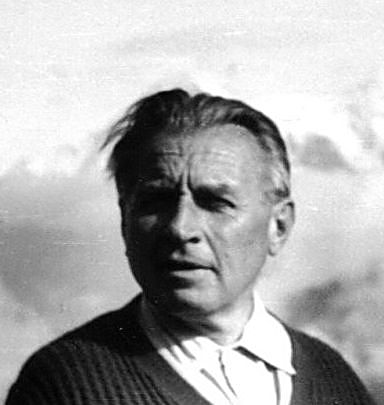
Josef Schelb 1956

Josef Schelb (* 14. März 1894 in Krozingen; † 8. Februar 1977 in Freiburg im Breisgau) war ein deutscher Komponist, Pianist und Musikhochschulprofessor (Klavier, Komposition und Instrumentation) des 20. Jahrhunderts, der ca. 150 Werke und Werkgruppen fast aller musikalischer Gattungen geschaffen hat.

## Leben
Als jüngster von fünf Söhnen des praktischen Arztes und Badearztes Dr. med. Albert Schelb und dessen Ehefrau Luise, geb. Oestreicher, in eine bürgerlich-katholische Familientradition hineingeboren, wuchs Josef Schelb im heutigen Kurort Bad Krozingen und in Freiburg im Breisgau auf. Die früh aufkeimende musikalische Begabung wurde durch Unterricht im nahegelegenen Basel gefördert, wo Konservatoriumsdirektor Hans Huber, der auch als Komponist einen geachteten Namen hatte, sein Lehrer wurde. Nach dem Besuch des Freiburger Bertold-Gymnasiums endgültig zum Musikerberuf entschlossen, setzte Schelb seine Studien in der Schweiz, am Konservatorium in Genf, fort, im Klavierfach bei einem der glanzvollsten Klaviervirtuosen seiner Zeit, dem Liszt-Schüler Bernhard Stavenhagen, im Fach Kontrapunkt bei dem Organisten Otto Barblan.
Obwohl der Erste Weltkrieg, während dessen Schelb zu Kriegsersatzdienst herangezogen wurde, mit erheblichen Einschränkungen der künstlerischen Wirkungsmöglichkeiten verbunden war, ist doch bereits für die Jahre ab 1916 eine rege pianistische Konzerttätigkeit Schelbs im In- und Ausland belegt. Daneben betätigte er sich pädagogisch als Privatlehrer und Dozent am Freiburger Konservatorium. Bereits zu jener Zeit hatte er auch als Komponist von Klavierstücken und Kammermusik schon erste Erfolge.
Im Jahr 1924 wurde Josef Schelb an das Badische Konservatorium, seit 1929 Badische Hochschule für Musik, nach Karlsruhe berufen, eine Institution, der er mit kriegsbedingten Unterbrechungen 34 Jahre lang, bis zur Pensionierung im Jahre 1958 als Dozent und Professor für Klavier, später auch für Komposition und Instrumentation, treu bleiben sollte. Daneben unternahm Schelb, besonders Ende der 1920er Jahre, ausgedehnte Konzertreisen durch Europa und Südamerika, unter anderem als Klavierpartner des damals weltberühmten spanischen Violinvirtuosen Juan Manén (1883–1971), mit dem er 80 Konzerte bestritt – ein erster Höhepunkt seiner Pianistenkarriere. Unter Druck und Entlassungsängsten trat er 1933 in die NSDAP ein.

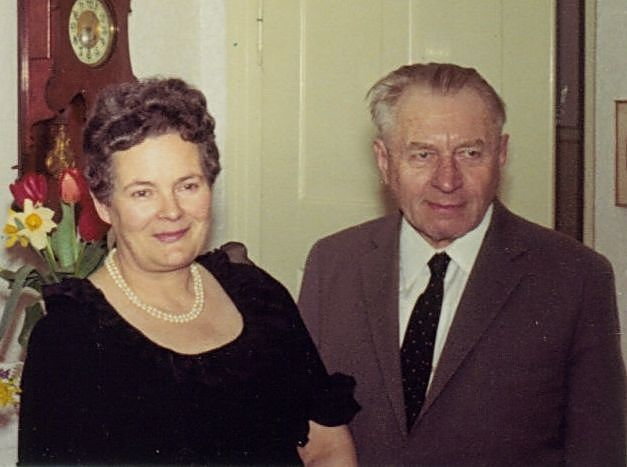
Josef Schelb mit seiner Frau, der Sopranistin Lotte Schelb

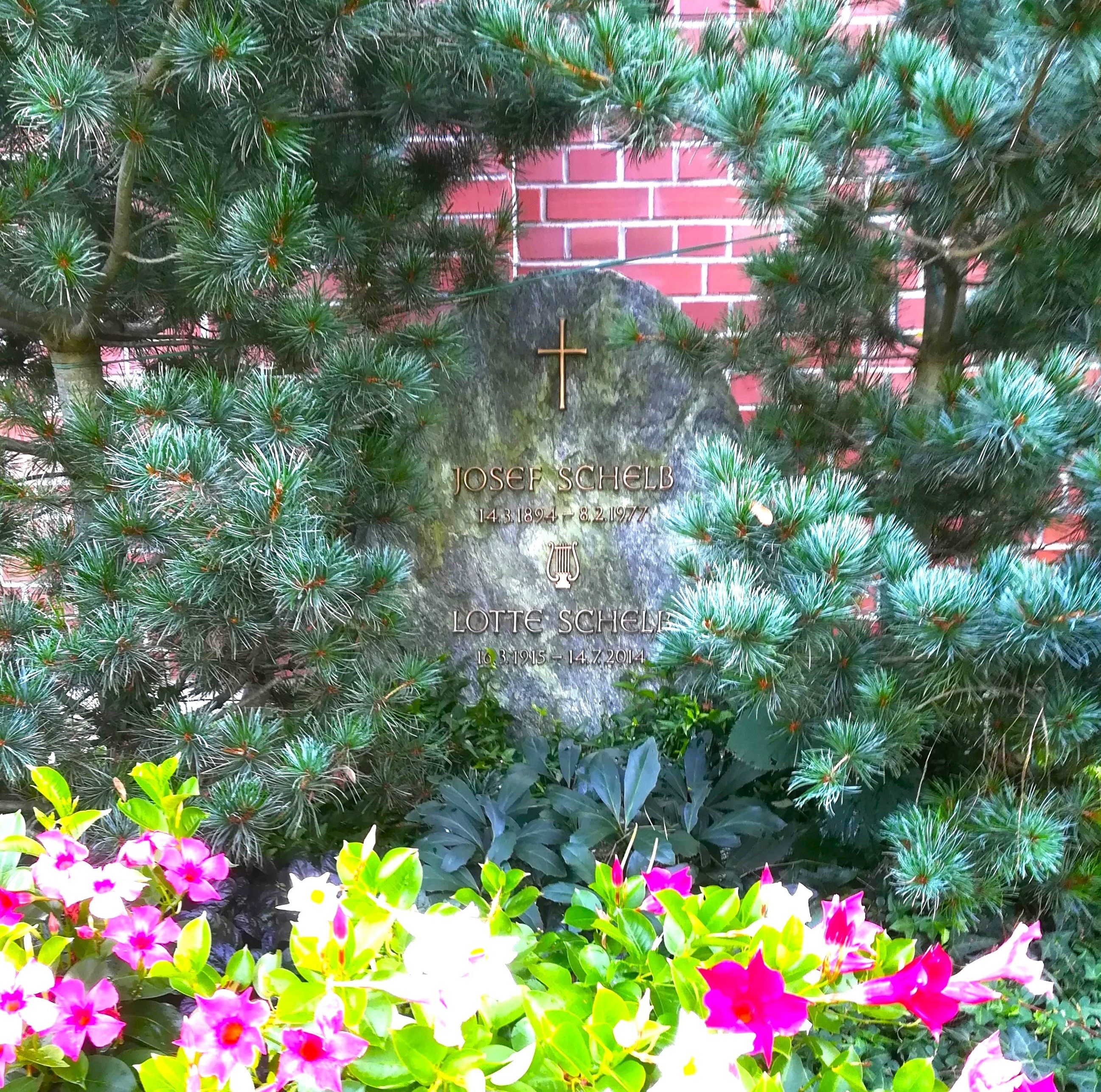
Grabstätte von Josef und Lotte Schelb auf dem Freiburger Hauptfriedhof

1936 heiratete Schelb die Baden-Badenerin Lotte Schuler, die zunächst in seiner Klasse Klavier studiert hatte, dann aber bald ins Gesangsfach und zu weiterem Studium nach Berlin gewechselt war. Der ausgebildeten Sopranistin und Konzertsängerin sind denn auch die meisten seiner Lieder gewidmet und das Ehepaar hat sie in vielen Konzerten bis in die 1960er Jahre gemeinsam aufgeführt. Den härtesten Schicksalsschlag in Schelbs Leben markiert ein schwerer Fliegerangriff auf Karlsruhe im September 1942, bei dem Schelbs Wohnung zerstört und der Großteil seiner bis dahin geschaffenen Werke vernichtet wurde. Nach Kriegsende wurde er wegen seiner NSDAP-Mitgliedschaft entlassen und nach zwei Entnazifizierungsverfahren, in denen er als Mitläufer eingestuft wurde, erst 1948 wieder an der Musikhochschule eingestellt. Nach seiner Pensionierung lebte Josef Schelb im nahegelegenen Baden-Baden, dem Herkunftsort seiner Frau. In räumlicher und geistiger Nähe zu Solisten und Dirigenten des damaligen SWF-Sinfonieorchesters entstanden sinfonische und kammermusikalische Alterswerke. In den letzten Lebensjahren weilte der Komponist auch häufig in seiner Ferienwohnung in Feldberg-Falkau (Südschwarzwald), wo er auf 1000 m Höhe in noch größerer Ruhe Arbeit und Erholung verband. Anlässlich seines 75. Geburtstags im Jahre 1969 wurde er mit dem Bundesverdienstkreuz 1. Klasse ausgezeichnet. Nach zwei Schlaganfällen starb Josef Schelb am 8. Februar 1977 in einer Freiburger Klinik. Seine letzte Ruhestätte befindet sich auf dem Freiburger Hauptfriedhof. Schelbs Geburtsort Bad Krozingen hat im Stadtteil Kurgarten einen Platz nach ihm benannt.

## Werk
Josef Schelbs Œuvre umfasst elf Sinfonien und acht weitere vergleichbare, dem Alterswerk zugehörige sinfonieartige Orchesterwerke mit dem Titel Musik für Orchester bzw. Movimento per orchestra, mehrere Orchesterkonzerte mit und ohne Solisten, Kammermusik verschiedener Besetzungen vom Duo bis zur Kammersinfonie, Klavier-, Orgel- und Akkordeonwerke, Lieder, Chorkompositionen, die Ballette Notturno (1940, Uraufführung Nationaltheater Mannheim 1941) und Die schöne Lau (1943, Uraufführung Saarbrücken 1952), die Opern Charlotte Corday (1942), Die Falken (1966/67) und Elodie (1975) sowie die Bühnenmusik zu Herbert Tjadens’ Bellmann-Komödie Der gestutzte Eros (1963), schließlich Hörspielmusik zu Xanthippe von Herbert Tjadens (1964). Für den Bereich der geistlichen Musik ist vor allem die Kantate De Sancta Trinitate für Soli, Chor und Orchester aus dem Jahr 1930 zu nennen.
Stilistisch reicht Schelbs Werk von der Spätromantik über Impressionismus und Expressionismus bis zu einer noch von der Tradition geprägten Moderne in erweiterter Tonalität oder Zwölftontechnik. Dementsprechend fanden Einflüsse von Komponisten wie Claude Debussy, Max Reger, Paul Hindemith, Béla Bartók und der Zweiten Wiener Schule in seiner Musik Niederschlag. Dirigenten wie Hermann Scherchen, Josef Krips, Hans Rosbaud, Ferdinand Leitner, Bernard Haitink, Hans Müller-Kray, Paul Angerer und Pavel Baleff dirigierten Uraufführungen von Orchesterwerken. Als Instrumentalisten haben Künstler wie Ellen Epstein, Maria Bergmann, Sontraud Speidel, Tatjana Blome und Oliver Triendl (Klavier), Martin Schmeding (Orgel), Albert Dietrich (1908–1979, Bratsche), Jean-Eric Soucy und Sarina Zickgraf (Viola), Martin Ostertag (Violoncello), Sepp Fackler, Bettina Beigelbeck (Klarinette), Anton Hollich (Bassklarinette), Helmut Koch, Dominik Wollenweber (Englisch Horn), Lotte Schelb und Kornelia Eng (Sopran) Kompositionen von Josef Schelb interpretiert und teilweise auf Tonträgern veröffentlicht.
Seit dem Jahr 2008 wird der gesamte Notennachlass von Josef Schelb in der Badischen Landesbibliothek in Karlsruhe aufbewahrt.

## Diskografie
- Musik für Orchester, CADENZA 800 874 (Bayer-Records), mit: Musik für Orchester Nr. 1 und Nr. 2,  Movimento II per orchestra und Konzert für Violine, Violoncello und Orchester, 2. Satz. Interpret.: RSO Stuttgart, SWR-Sinfonieorch. Baden-Baden u. Freiburg, Hans Müller-Kray, Jiri Starek, Hilmar Schatz (Dirigenten), Günther Weigmann, Anton Käsmeier (Solisten).
- Orchestral Music, Vol. One, TOCC 0426 (Toccata Classics London), mit: Movimento I per orchestra; Musik für Orchester Nr. 3 und Musik für Orchester Nr. 4. Liepāja Symphony Orchestra/Paul Mann und Philharmonie Baden-Baden/Pavel Baleff.
- Kammermusik, ANTES-EDITION, BM-CD 31.9080, mit: Baßklarinettenkonzert, Klarinettenquintett, Streichtrio, Englisch Horn-Konzert. Interpr.: Anton Hollich (Baßklarinette), Südwestdt. Kammerensemble, Dirigent Roger Epple; Helmut Koch (Englisch Horn), Südwestdt. Kammerorch. Pforzheim, Dirigent Paul Angerer; Sepp Fackler (Klarinette), Bus-Quartett; Diego Pagin (Violine), Jean-Eric Soucy (Viola), Martin Ostertag (Violoncello)
- Josef Schelb, ARS-PRODUKTION - FCD-368 363, mit: Streichquartett Nr. 4, Kantate „Kindheit“ nach R. M. Rilke für Sopranstimme und Streichquartett, Vier Gesänge nach Texten von Georg Trakl, Sextett für Flöte, Klarinette und Streichquartett. Interpret.: Kornelia Eng (Sopran), Mitglieder des SWR-Sinfonieorchesters Baden-Baden und Freiburg.
- Klaviermusik, ANTES-EDITION, BM-CD 31.9188, mit:  Klaviermusik Nr. 2, Partita ritmica für 2 Klaviere, 15 kleine Klavierstücke (1954), Vier Klavierstücke (1962). Interpr.: Sontraud Speidel, Ruben Meliksetian.
- Klavierstücke zu 2 und 4 Händen, ARS 38 522, mit: Kleine Sonate für Klavier zu 4 Händen (1940); Sehnsuchtstanz der Lau (3 Klavierstücke nach dem Ballett "Die schöne Lau"); 10 kleine Klavierstücke (1949); 3 Klavierstücke op. 6 (1917); Tanzsuite für 2 Klaviere nach dem Ballett "Notturno". Interpr.: Sontraud Speidel, Ira Maria Witoschynskyj, Ruben Meliksetian.
- 21 Lieder, ARS-PRODUKTION FCD-368 387,  mit: 5 Storm-Liedern, 3 Hebbel-Liedern, 3 Dauthendey-Liedern, 2 Liedern nach Kalidasa, 5 Liedern nach altchinesischen Texten, 3 Rilke-Liedern. Interpr.: Kornelia Eng (Sopran), Felicitas Strack (Klavier).
- Orgelwerke,  ARS-PRODUKTION-ARS 38 049, mit: Orgelwerk I-V und Martin Schmeding an der Karl-Schuke-Orgel in der Immanuelskirche Wuppertal.
- Chamber Music with Clarinet , TOCCATA CLASSICS, TOCC 0358, mit: Sonate für Klarinette und Klavier (1947), Klarinettenquintett (1954), Quartett für Klarinette, Viola, Violoncello und Klavier (1955) und Quartett für Klarinette, Violine, Violoncello und Klavier (1965). Interpr.: Bettina Beigelbeck (Klarinette), Busch Kollegium Karlsruhe.
- Chamber Music, Volume Two , TOCCATA CLASSICS, TOCC 0548, mit: Kammermusik für Flöte, Viola und Harfe (1948), Sonate für Flöte und Klavier Nr. 3 (1971), Trio für Flöte, Violoncello und Klavier (1961), Quartett für Oboe, Violine, Viola und Violoncello (1953). Interpr.: Stéphane Réty, Nicolas Cock-Vassiliou, Isabelle Moretti, Alexander Knaak, Jean-Eric Soucy, Denis Zhdanov, Roglit Ishay.
- Orchestral Music, Volume One, TOCCATA CLASSICS (TOCC 0426), 2017: Music for Orchestra No. 3 (1972), Music for Orchestra No. 4 (1972), Liepaja Symphony Orchestra, cond. Paul Man; Philharmonie Baden-Baden, cond. Pavel Baleff.
- Orchestral Music, Volume Two, TOCCATA CLASSICS (TOCC 0604), 2021: Three Concertos (Concerto for Piano and String Orchestra 1949; Concerto for Viola and String Orchestra 1956; Concerto for Cor Anglais and String Orchestra 1970). Tatjana Blome, piano; Sarina Zickgraf, viola; Dominik Wollenweber, cor anglais, Kammersymphonie Berlin, cond. Jürgen Bruns.
- Josef Schelb, Klaviertrio Nr. 2 (1954), Quartett für Violine, Horn, Violoncello und Klavier (1962), Klavierquintett (1970) . Hänssler Classic (HC 22015). Interpreten: Radovan Vlatcović, Daniel Gaede, Nina Karmon, Hariolf Schlichtig, Samuel Lutzker, Oliver Triendl.
- Josef Schelb, Piano concerto (1953) - Symphonic Prelude - Falken-Suite - Movimento III. Hänssler Classic (HC 25024). Oliver Triendl, piano - Janácek Philharmonic Ostrava - Leo Siberski, conductor.